# درباس مولى ابن عباس
درباس، مولى عبد الله بن عباس، من أهل مكة، وهو أحد القراء، قرأ على مولاه ابن عباس، وقرأ عليه كثير من القراء، منهم: عبد الله بن كثير، وابن محيصن، وزمعة بن صالح.